# Curies lov
Curies lov beskriver sammenhængen mellem magnetiseringen {\displaystyle M} af et paramagnetisk materiale, det påførte magnetfelt {\displaystyle B_{0}}, og temperaturen {\displaystyle T}. Loven lyder
{\displaystyle M=C{\frac {B_{0}}{T}}}
hvor {\displaystyle C} er Curies konstant. Loven gælder for små værdier af {\displaystyle {\frac {B_{0}}{T}}}, da magnetisering har et maksimum, hvor proportionaliteten stopper.